# Eric McCormack
Eric James McCormack (* 18. dubna 1963, Toronto, Ontario, Kanada) je kanadský herec, který se především proslavil rolí Willa Trumana v americkém sitcomu Will a Grace (1998–2006, 2017–2020), rolí Granta MacLarene v netflixovém seriálu Cestovatelé časem (2016–2018) a jako Dr. Daniel Pierce v americkém kriminálním dramatu Prozíravost (2012–2015).
Mimo to se objevil v seriál jako Street Justice (1992), Lonesome Dove: The Series (1994–1996), My z přístavu (1996), Ally McBealová (1998) a Nové trable staré Christine (2009–2010). Za výkon v seriálu Will a Grace získal šest nominací na Zlatý glóbus a čtyři nominace na cenu Emmy. Jednu z Emmy nominací proměnil v roce 2001 ve vítězství.
Kromě televizních projektů se také věnuje divadlu. V roce 2001 debutoval na Broadwayi v produkci muzikálu Obchodník s hudbou.